# マニー・パッキャオ 対 クリス・アルギエリ戦
マニー・パッキャオ 対 クリス・アルギエリ戦（マニー・パッキャオ たい クリス・アルギエリせん）は、2014年11月23日に中華人民共和国マカオのザ・ベネチアン・マカオ内コタイ・アリーナで開催されたプロボクシングの試合。
メインイベントではWBO世界ウェルター級王者マニー・パッキャオが1階級下のWBO世界スーパーライト級王者クリス・アルギエリを相手に初防衛戦を行った。キャッチコピーは『The Clash in Cotai II』（ザ・クラッシュ・イン・コタイ2、第2回激突のコタイ）または『Hungry for Glory』(ハングリー・フォー・グローリー、飢えた栄光)。興行の前座で鄒市明がWBOインターナショナルフライ級王座の初防衛戦と指名挑戦者決定戦を、WBO世界フェザー級王者ワシル・ロマチェンコが指名試合での初防衛戦を、ジェシー・バルガスがアントニオ・デマルコと2度目の防衛戦を行った。この試合はHBOがペイ・パー・ビューでマカオから衛星生中継で放送した。なお試合開始は朝8時頃でアメリカの夜に合わせて放送した。

## ペイ・パービュー放送カード
- WBO世界フェザー級王者ワシル・ロマチェンコvsWBO世界フェザー級1位・WBOアジアパシフィックフェザー級王者チョンラターン・ピリヤピンヨー

- WBA世界スーパーライト級王者ジェシー・バルガスvs元WBC世界ライト級王者・WBA世界スーパーライト級12位アントニオ・デマルコ

- WBOインターナショナルフライ級王者鄒市明vsWBOアジアパシフィックフライ級王者・WBO世界フライ級5位クワンピチット・13・リエン・エクスプレス